# Eloy de Jong
Eloy Francois Maurice Gilbert Charles Prosper de Jong (Den Haag, 13 maart 1973) is een Nederlands zanger.
Hij was Nederlands jeugdkampioen Latijns-Amerikaanse dans en maakte deel uit van de Nederlands-Britse boyband Caught in the Act. Deze had vooral succes in Duitsland. In 1999 haalde De Jong de voorpagina's in Engeland, toen Boyzone-zanger Stephen Gately "uit de kast" kwam en openbaarde dat hij en De Jong een relatie hadden. Eloy de Jong bleek daarvoor ook een relatie gehad te hebben met tv-presentator Carlo Boszhard. De Jong en Gately gingen in 2002 uit elkaar.
De solocarrière, die De Jong begon nadat Caught in the Act in 1998 stopte, werd voornamelijk succesvol in Duitsland. In Duitsland maakt hij nog steeds furore. Hij heeft er meerdere hits, zoals "Angels in Disguise" in 2004. Boszhard regisseerde de bijbehorende videoclip. Andere hits in Duitsland zijn "Regenbogen" (2017), "Egal was andere sagen" (2018) en "Liebe kann so weh tun" (een duet met Marianne Rosenberg) (2018). In 2021 had hij een grote hit met zijn Schlager-vriendin Beatrice Egli, "Bist du's oder bist du's nicht".
Op 23 oktober 2022 werd een nieuwe video gelanceerd van zijn virtueel duet met Joy Fleming "Ein Lied kann eine Brücke sein". Het was de West-Duitse bijdrage voor het Eurovisiesongfestival 1975 die slechts op de 17de plaats eindigde op 19 deelnemers.
- Gemeinsame Normdatei: 135401747
- International Standard Name Identifier: 0000 0000 2006 4301
- MusicBrainz: 6aa6ab8d-85a9-41a3-af51-7534b8b53cd7
- Réseau des bibliothèques de Suisse occidentale: 02-A028997205
- Système universitaire de documentation: 252665260
- Virtual International Authority File: 77531454
- WorldCat: E39PBJv4gpQfffwpBbY7YCj3cP